# Нернст (місячний кратер)
Кра́тер Нернст (лат. Nernst) — великий стародавній метеоритний кратер у північній півкулі зворотного боку Місяця. Назву присвоєно на честь німецького хіміка Вальтера Германа Нернста (1864—1941) й затверджено Міжнародним астрономічним союзом у 1970 році. Утворення кратера відбулось у нектарському періоді.

## Опис кратера

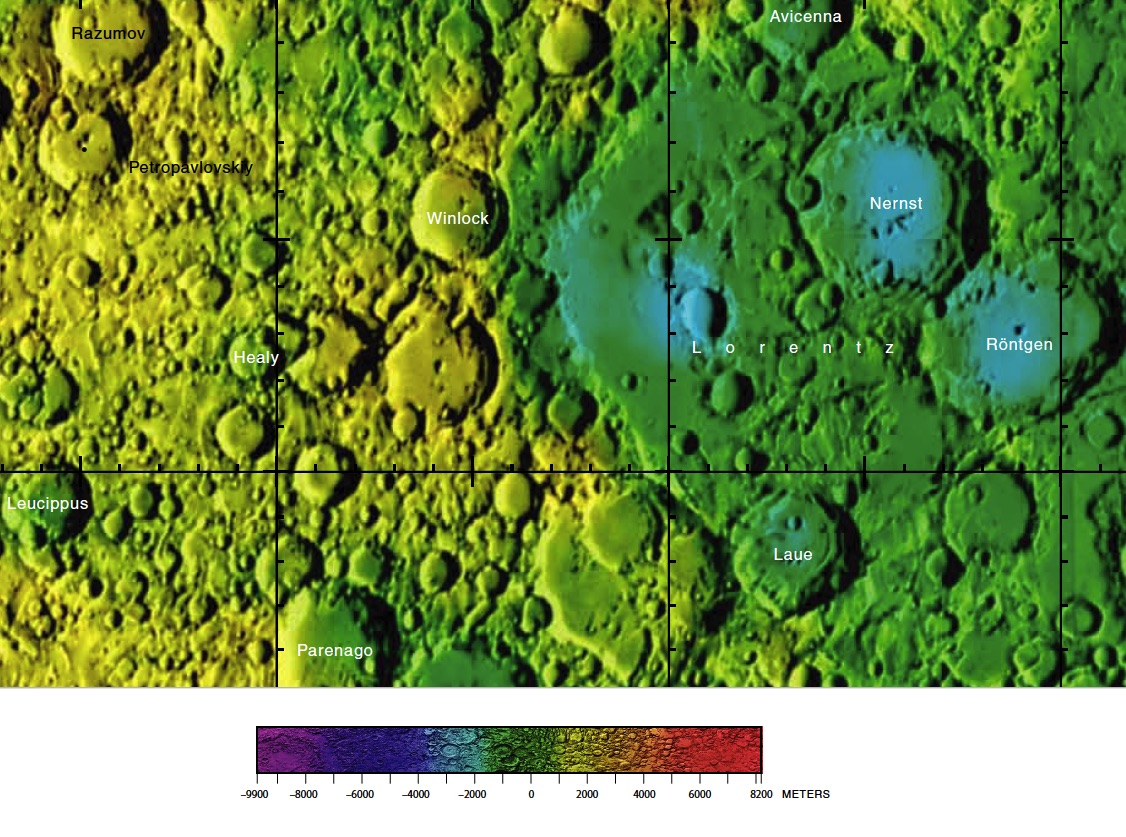
Околиці кратера Нернст. Фрагмент мапи зворотного боку Місяця

Кратер Нернст знаходиться у північно-східній частині чаші кратера Лоренц. Іншими найближчими сусідами кратера є кратер Авіценна на півночі північному заході; кратер Бунзен на північному сході і кратер Рентген, що прилягає до кратера Нернст на південному сході. На схід від кратера розташовується Океан Бур. 
Селенографічні координати центру кратера 35°34′ пн. ш. 94°38′ зх. д. / 35.57° пн. ш. 94.64° зх. д., діаметр 121,5 км, глибина 2,9 км.
Кратер Нернст має полігональну форму та зазнав значних руйнувань. Вал згладжений, але зберіг достатньо чіткі обриси, внутрішній схил терасоподібної структури у південній частині відзначений декількома невеликими кратерами. Висота валу над навколишньою місцевістю 1570 м, об'єм кратера становить приблизно 14000 км³. Дно чаші плоске, затоплене лавою при застиганні якої утворилась мережа борозен оточених темними пірокластичними відкладами. У західній частині чаші розташований невеликий еліптичний кратер. Масив центральних піків дещо зміщений до півдня відносно центру чаші.

## Сателітні кратери

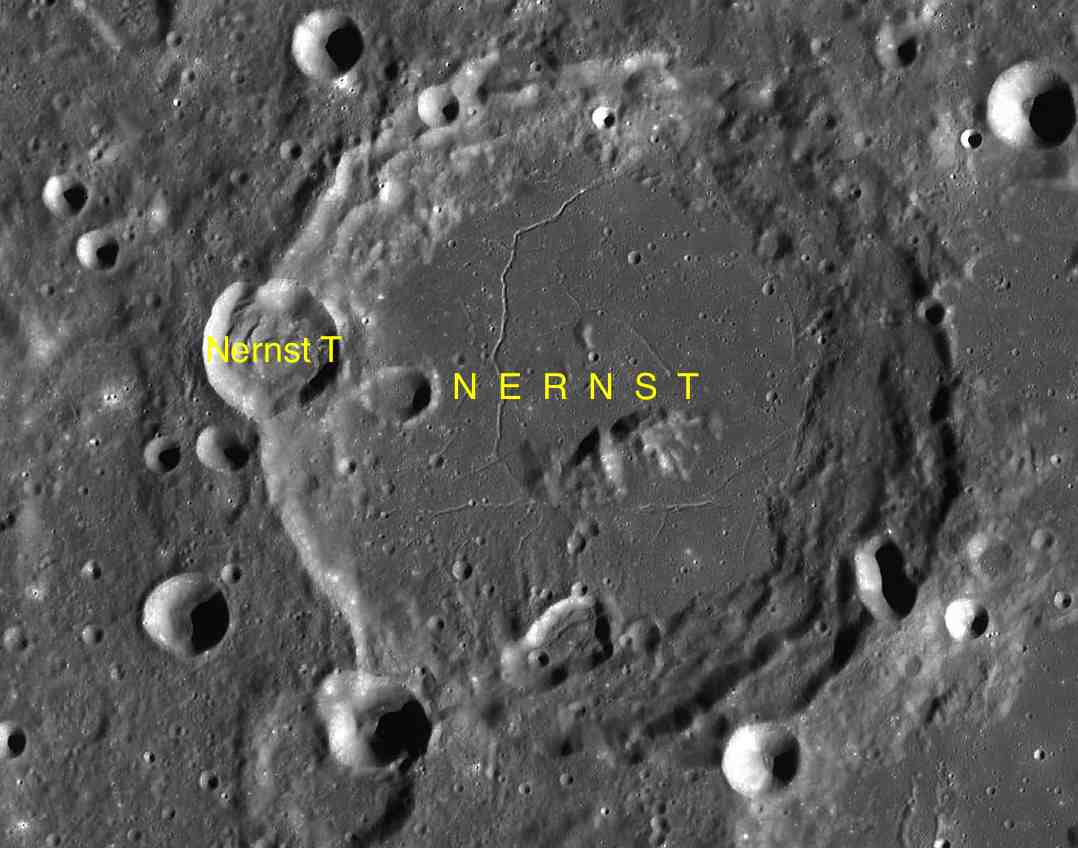
Фрагмент мапи LAC-36.

| Нернст | Координати                                               | Діаметр, км |
| ------ | -------------------------------------------------------- | ----------- |
| T      | 35°53′ пн. ш. 96°54′ зх. д. / 35.88° пн. ш. 96.9° зх. д. | 24,0        |